# ۲۱ (آلبوم)
۲۱ نام دومین آلبوم استودیویی از خواننده انگلیسی ادل است؛ که در ۲۴ ژانویه ۲۰۱۱ در بیشتر اروپا و در ۲۲ فوریه ۲۰۱۱ در آمریکای شمالی توزیع شد و نام این اشاره به سن خواننده در هنگام تولید دارد و آلبوم قبلی که ۱۹ نام داشت نیز در سن ۱۹ سالگی ادل منتشر شده بود. ادل با ترانه سرایان و تهیه‌کنندگان مختلفی از جمله ریک روبین ،کلمبیا رکوردز، پل اپورث، رایان تدر، جیم ابیس و دن ویلسون همکاری کرد. این آلبوم که پس از جدایی خواننده از شریک زندگی خود ساخته شده‌است، بیانگر سنت تقریباً خاموش خواننده و ترانه‌سرای اعتراف در کشف دل شکستگی، درون نگری و بخشش است.
۲۱ توسط منتقدان بخاطر تولید اشعار، زیبایی آثار و عملکرد آوازی ادل، مورد ستایش و ستایش قرار گرفت، این آلبوم در بیش از ۳۰ کشور در رتبه‌های برتر جدول قرار گرفت و به پرفروش‌ترین آلبوم سال ۲۰۱۱ و ۲۰۱۲ در جهان تبدیل شد. در انگلستان، این پرفروش‌ترین آلبوم قرن ۲۱ است، چهارمین آلبوم پرفروش‌ترین در همه زمان‌ها، و پرفروش‌ترین آلبوم توسط یک هنرمند انفرادی در همه زمان‌ها، در حالی که دوره ۲۳ هفته ای آن در بالای نمودار جدول‌های انگلستان طولانی‌ترین آلبوم توسط یک هنرمند انفرادی زن است. در ایالات متحده، این آلبوم به مدت ۲۴ هفته مقام برتر رتبه ۱ را در بیلبورد ۲۰۰ را داشت، طولانی‌تر از هر آلبوم دیگر از سال ۱۹۸۵ و طولانی‌ترین آلبوم توسط یک زن انفرادی در تاریخ بیلبورد ۲۰۰. علاوه بر این، بیشترین هفته در جدول بیلبورد ۲۰۰ از هر آلبوم توسط یک زن بود و به عنوان «بزرگترین آلبوم بیلبورد ۲۰۰ در همه زمان ها» رتبه‌بندی شد. توسط انجمن صنعت ضبط آمریکا به آن گواهی الماس داده شد.
پنج تک آهنگ برای تبلیغ آلبوم منتشر شد که "پشت‌گرمی" و "یکی مثل تو" و "باران را به اتش کشاندن" آهنگ‌های شماره یک بین‌المللی شدند، در حالی که " شایعه شده‌است" در ۲۰ لیست برتر اروپا و آمریکا شمالی قرار گرفت. این آلبوم با فروشی بیش از ۳۱ میلیون نسخه در سراسر جهان، پرفروش‌ترین آلبوم قرن بیست و یکم و یکی از پرفروش‌ترین آلبوم‌های تاریخ است. منتقدان و شنوندگان موسیقی به‌طور گسترده‌ای ۲۱ را به عنوان یکی از بزرگترین آلبوم‌های تاریخ معرفی می‌کردند. این آلبوم در میان "۵۰۰ آلبوم برتر رولینگ استون در همه زمان‌ها " قرار داد.
ادل هفت گرمی برای این آلبوم به دست آورد، در سال ۲۰۱۲ او برنده جوایز گرمی برای آلبوم سال و بهترین آلبوم آوازی پاپ برای ۲۱، رکورد سال، ترانه سال و بهترین ویدیوی کوتاه برای موزیک ویدیو "پشت‌گرمی" و " بهترین اجرای انفرادی پاپ برای " یکی مثل تو " در پنجاه و چهارمین دوره جوایز سالانه گرمی شد.

## فهرست آهنگ‌ها
فهرست آهنگ‌ها در نسخه قرار گرفته در آی‌تونز این است:
| شماره | نام                     | نویسنده(ها)                                                                    | تهیه‌کنندگان | مدت  |
| ----- | ----------------------- | ------------------------------------------------------------------------------ | ----------- | ---- |
| ۱.    | «پشت‌گرمی»               | ادل، پل اپورث                                                                  | اپورث       | ۳:۴۹ |
| ۲.    | «شایعه شده‌است»          | ادل، رایان تدر                                                                 | تدر         | ۳:۴۳ |
| ۳.    | «تغییر وضعیت»           | ادل، تدر                                                                       | جیم ابیس    | ۴:۱۰ |
| ۴.    | «آیا به یاد نمی‌آوری؟»   | ادل، دن ویلسون                                                                 | ریک روبین   | ۴:۰۳ |
| ۵.    | «باران را به آتش کشیدن» | ادل، فریزر اسمیت                                                               | اسمیت       | ۴:۰۱ |
| ۶.    | «او نخواهد رفت»         | ادل، اپورث                                                                     | روبین       | ۴:۳۷ |
| ۷.    | «همه را با خود ببر»     | ادل، فرانسیس وایت                                                              | آبیز        | ۳:۴۸ |
| ۸.    | «منتظر خواهم ماند»      | ادل، اپوورث                                                                    | اپوورث      | ۴:۰۱ |
| ۹.    | «یکتا و تنها»           | ادل، ویلسون، گرگ ولز                                                           | روبین       | ۵:۴۸ |
| ۱۰.   | «آهنگ عشق»              | روبرت اسمیت، سیمون گالوپ، روجر اودانل، پورل تامسون، لال تولهرست، بوریس ویلیامز | روبین       | ۵:۱۶ |
| ۱۱.   | «یکی مثل تو»            | ادل، ویلسون                                                                    | ادل، ویلسون | ۴:۴۷ |